# Сельское поселение Луговской
Се́льское поселе́ние Луговской — муниципальное образование в Ханты-Мансийском районе Ханты-Мансийского автономного округа Российской Федерации.
Административный центр — посёлок Луговской.

## История
Статус и границы сельского поселения установлены Законом Ханты-Мансийского автономного округа - Югры от 25 ноября 2004 года № 63-оз «О статусе и границах муниципальных образований Ханты-Мансийского автономного округа - Югры»

## Население
| 2010  | 2012  | 2013  | 2014  | 2015  | 2016  | 2017  |
| ----- | ----- | ----- | ----- | ----- | ----- | ----- |
| 3212  | ↘3195 | ↗3233 | ↗3247 | ↗3253 | ↘3194 | ↗3195 |
| 2018  | 2019  | 2020  | 2021  |       |       |       |
| ↗3291 | ↗3306 | ↘3250 | ↘2679 |       |       |       |

## Состав сельского поселения
| № | Населённый пункт | Тип населённого пункта          | Население |
| - | ---------------- | ------------------------------- | --------- |
| 1 | Белогорье        | деревня                         | 337       |
| 2 | Кирпичный        | посёлок                         | 669       |
| 3 | Луговской        | посёлок, административный центр | 1599      |
| 4 | Троица           | село                            | 394       |
| 5 | Ягурьях          | деревня                         | 213       |